# Marc van Vilalba
Marc van Vilalba in sommige documenten ook Villalba (overleden 27 januari 1439 Olesa de Montserrat) was de dertiende president van de Generalitat in Catalonië, een eerste keer  van 1413 tot 1416 als opvolger van Alfons van Tous en een tweede keer van 1431 tot 1434 als opvolger van Peter van Palou.
Hij was afkomstig uit een familie van de lagere landadel in Vallès (sinds 1936 verdeeld in Vallès Oriental en Occidental). Hij studeerde rechten. Hij was abt van het Klooster van Montserrat en abt van het Klooster van Ripoll (25 de setembre de 1408-1409), de eerste abt die Montserrat, bij decreet van paus Benedictus XIII volledig onafhankelijk van het moederklooster in Ripoll maakte.
Hij werd onder meer wegens zijn tussenkomsten in de Staten-Generaal van Catalonië bekend, waar hij zowel in het Catalaans als het Latijn van een grote eruditie blijk gaf. Hij wordt beschouwd als een van de grote humanisten van zijn tijd.